# Srédnie Xuni
Srédnie Xuni (en rus: Средние Шуни) és un poble de l'óblast de Kírov, a Rússia, segons el cens del 2010 tenia 902. Pertany al districte (raion) de Viàtskie Poliani.